# Casa Josep Mestres
La Casa Josep Mestres és una antiga casa pairal reformada al segle xix i protegida com a bé cultural d'interès local del municipi de Sant Sadurní d'Anoia (Alt Penedès).

## Descripció
És un edifici entre mitgeres de planta baixa, dos pisos terrat i torratxa, provinent de la reforma d'un edifici anterior. En la composició de la façana, la decreixent dimensió de les obertures, a mesura que puja l'edifici, va acompanyada també d'un decreixement de la carreuada a la manera dels palaus renaixentistes que hi dona solidesa visual. Les insinuacions neogòtiques són constants, en la modulació dels arcs de les nou finestres superiors, en la remarcada cornisa, en les motllures trencaaigües de sobre portal, etc.; igual com en els elements més típicament vuitcentistes com la balustrada de terra cuita, el coronament de la façana, apte pel rellotge de sol o la tarja en ventall de la porta principal d'arc de mig punt.

## Història
L'aspecte actual de la casa es deu a una reforma encarregada el 1883 sobre la casa pairal
del segle xvi. Es troba en l'eix principal de la vila format pels carrers Hospital i Escayola
(abans Cavallers) els quals es troben a la plaça de la Vila, la més antiga. Com a mostra de
l'antiga casa es conservaren unes finestres gòtiques que es van reubicar a la part posterior.
El 1883, Sant Sadurní viu un moment de puixança en haver bolcat la seva economia en la
producció vinícola. Des de 1863, la fil·loxera causava estralls a França i els agricultors
locals s'afanyaren a donar resposta a les demandes del mercat internacional. La crisi
francesa va consolidar un sector en creixement des de l'obertura del comerç amb les
colònies americanes (1778), fet que convertí el vi i l'aiguardent en dos dels principals
productes d'exportació de l'economia catalana. La família Mestres participà d'aquesta
prosperitat com ho mostra el fet que construïssin unes noves caves el 1861.
Les obres de 1883 foren encarregades per Rosa Mas i Rovira, vídua d'Antoni Mestres Mir, al mestre d'obres Josep Déu Busquets de Barcelona que va treballar a Sant Sadurní per a Rosa Mas. El seu fill, Josep Mestres (1856-1927), va ser regidor local diverses vegades.